# Partibrejkers II
Partibrejkers II je drugi album srpskog garage rock/punk rock sastava Partibrejkers, kojeg je objavio Jugodisk 1988. godine. 

## Popis pjesama
Tekstove svih pjesama napisao je Zoran Kostić, osim pjesama broj 4 i 5 koje je napisao Nebojša Antonijević. Sve pjesme je uglazbio Nebojša Antonijević, osim pjesme 10 koju je uglazbio zajedno s Ljubišom Kostadinovićem.
| 1.    | »Prsten«                            | 3:42 |
| 2.    | »Put«                               | 3:45 |
| 3.    | »Ja se ne vraćam«                   | 2:00 |
| 4.    | »Mesečeva kći«                      | 4:10 |
| 5.    | »Kako je teško bez tebe«            | 3:08 |
| 6.    | »5 ispod nule«                      | 2:32 |
| 7.    | »Bambusov cvet«                     | 1:46 |
| 8.    | »Ona kaže ljubav pokreće ovaj svet« | 4:30 |
| 9.    | »Nema cure«                         | 2:16 |
| 10.   | »1000 zvezda (Biću tvoj)«           | 2:51 |
| 31:36 |                                     |      |

## Sudjelovali na albumu
Partibrejkers
- Dime Todorov "Mune" — bas-gitara
- Vlada Funtek — bubnjevi
- Nebojša Antonijević "Anton" — klavijature, gitara, udaraljke
- Zoran Kostić "Cane" — vokal, udaraljke

Dodatno osoblje
- Milan Ćirić — producent, aranžer
- Ljubiša Kostadinović "Ljuba" — gitara
- Branislav Petrović "Banana" — harmonika

## Vanjske poveznice
- Partibrejkers II na Discogs